# Iphimoides
Iphimoides is een geslacht van kevers uit de familie bladkevers (Chrysomelidae).
De wetenschappelijke naam van het geslacht werd in 1883 gepubliceerd door Martin Jacoby.

## Soorten
- Iphimoides fabianae Zoia, 2004
- Iphimoides fulvus Medvedev, 2004